# Goldflussbrunnen

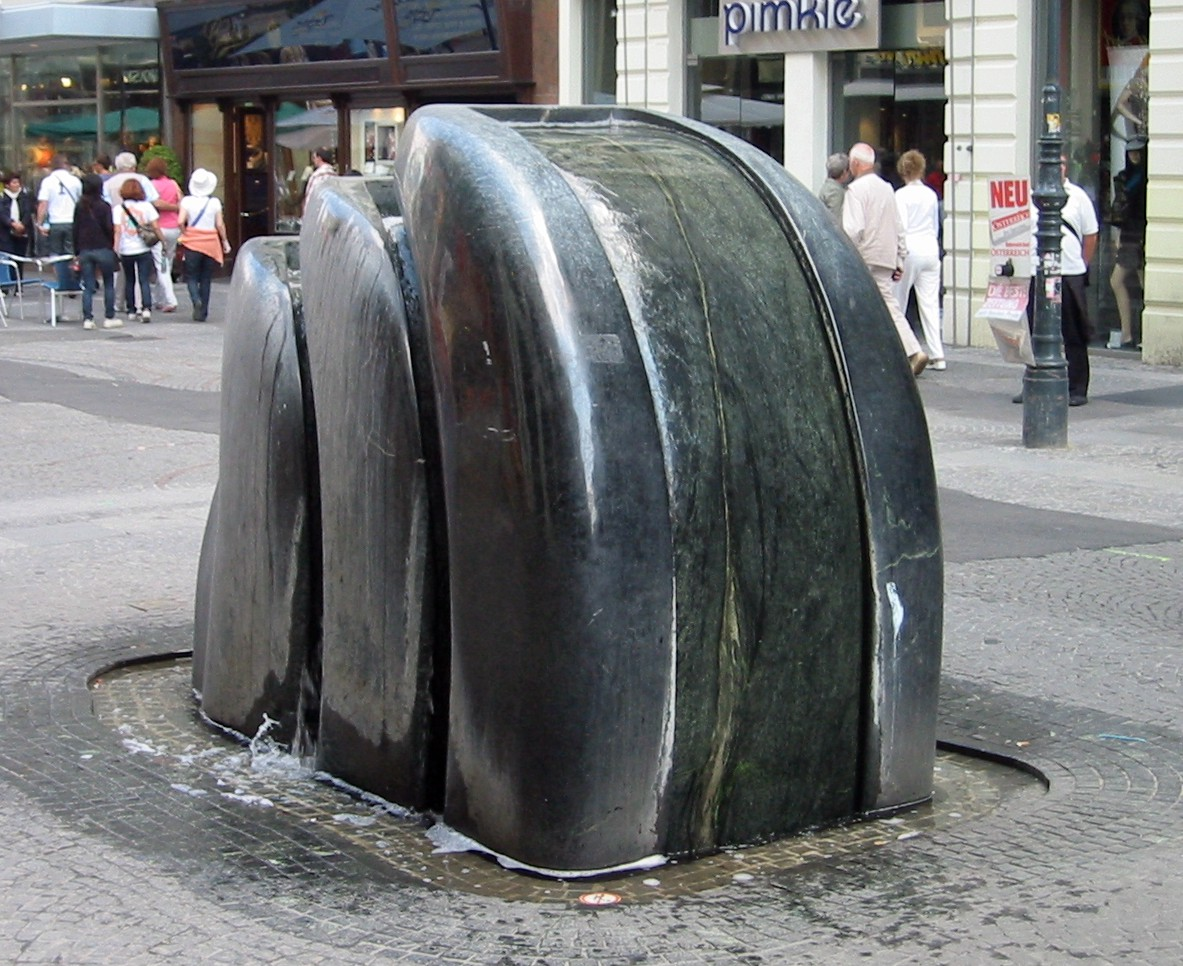
Goldflussbrunnen in der Kärntner Straße, 2008

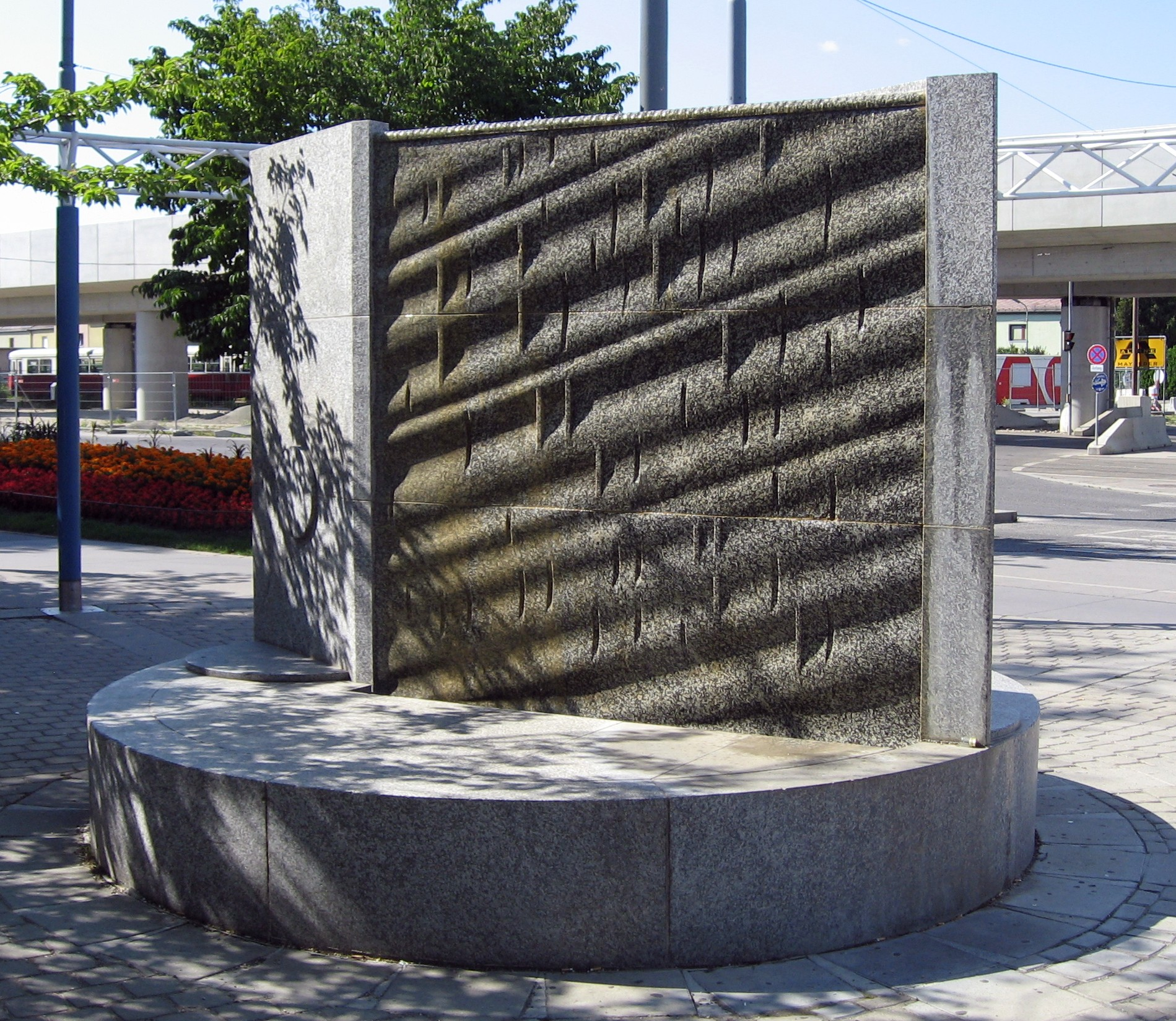
„Nasser Stein“, der Vorgänger des Goldflussbrunnens

Der Goldflussbrunnen (auch: Goldfluss-Brunnenskulptur) ist ein Brunnen, der sich von 1991 bis 2009 in der Kärntner Straße im 1. Wiener Gemeindebezirk Innere Stadt befand.

## Geschichte und Beschreibung
Der von Hans Muhr aus tauerngrünem Serpentin vom Großvenediger gefertigte Brunnen misst auf einer Grundfläche von etwa 2,5 Meter × 1,3 Meter eine Höhe von rund 1,9 Meter. Der unbearbeitete Steinblock wog etwa 18,5 Tonnen.
An der Oberseite der Skulptur tritt an insgesamt acht (2 × 4 Öffnungen) das Wasser aus und fließt über Führungsrinnen, die zum Teil mit Goldbronze ausgelegt sind, in das wenige Zentimeter tiefe, in den Boden versenkte Auffangbecken. Unterhalb des Brunnens befindet sich ein nicht sichtbares Wasserbecken mit etwa zwei Kubikmeter Fassungsvermögen.
Um den Brunnen auch im Winter betreiben zu können, wurde er zusätzlich zur automatischen Umlauf- und Reinigungsanlage auch mit einem Thermostatventil ausgestattet. Dieses ermöglichte den Betrieb bis zu einer Temperatur von minus vier Grad Celsius und schaltete erst bei tieferen Temperaturen die Anlage ab.
Der Goldflussbrunnen wurde am 10. Juni 1991 an seinem Standort in der Kärntner Straße enthüllt und ersetzte den ursprünglich seit 1974 hier befindlichen und von Wilhelm Holzbauer geschaffenen Brunnen „Nasser Stein“, der auf den Vorplatz des Sozialmedizinischen Zentrums Ost in den 22. Wiener Gemeindebezirk Donaustadt versetzt wurde. Im Zuge der Umgestaltung der Fußgängerzone Kärntner Straße im Jahr 2009 wurde der Goldflussbrunnen entfernt. Später wurde er als Geschenk der Stadt Wien im Skulpturenpark Arts Trail an der Marina Barrage in Singapur aufgestellt.